# 17050 Вайскопф
17050 Вайскопф (17050 Weiskopf) — астероїд головного поясу, відкритий 20 березня 1999 року.
Тіссеранів параметр щодо Юпітера — 3,635.